# Don Victoriano
Don Victoriano Chiongbian (Bayan ng Don Victoriano Chiongbian) är en kommun i Filippinerna. Kommunen ligger på ön Mindanao, och tillhör provinsen Misamis Occidental. Folkmängden uppgår till 9 319 invånare.
Don Victoriano Chiongbian Dumalag i 11 barangayer.